# Frankenmarkt
Frankenmarkt är en ort och kommun i Österrike. Den ligger i distriktet Vöcklabruck i förbundslandet Oberösterreich, 220 kilometer väster om huvudstaden Wien. 
Kommunen består av 24 orter (Ortschaften) (inom parentes invånarantal 1 januari 2024):

- Asten (86)
- Auleiten (112)
- Buchscharten (23)
- Danzenreith (164)
- Frankenmarkt (2 378)
- Gries (56)
- Gstocket (82)
- Haitzenthal (55)
- Hauchhorn (133)
- Hussenreith (46)
- Höhenwarth (39)
- Kritzing (43)
- Kühschinken (160)
- Moos (65)
- Mühlberg (113)
- Piereth (38)
- Pointen (32)
- Raspoldsedt (20)
- Rudlberg (61)
- Röth (17)
- Schwertfern (85)
- Stauf (6)
- Unterrain (22)
- Wimm (32)